# イギリス海外領土市民
イギリス海外領土市民（イギリスかいがいりょうどしみん、英語: British Overseas Territories citizens）とは、イギリス国籍の一区分である。2002年2月26日までは「イギリス属地市民」と呼ばれていた。
この区分はイギリス在外公館からの領事支援や保護を受けることができるが、イギリス市民権を有さず、居住や労働、在留期間の制限や入国審査が必要となる。

## 取得

### 1983年1月1日以前にイギリス海外領土で生まれた場合
1982年12月31日にイギリスおよび植民地市民であり、且つ自分か両親、もしくは祖父母がイギリス海外領土で出生、登録、または帰化した事により、イギリス海外領土とつながりがある者に付与される。（また、1983年1月1日にイギリス海外領土市民となった男性と結婚した女性もイギリス海外領土市民となる。）

### 1983年1月1日以降にイギリス海外領土で生まれた場合
出生時、両親のどちらかがイギリス海外領土市民である、あるいはイギリス海外領土に合法的に定住している者に付与される。

### その他
1983年1月1日以降にイギリス海外領土でイギリス海外領土市民の養子となった場合、もしくは海外領土の外で、イギリス海外領土の市民権を取得した親との間に生まれた場合に付与される。